# Château de Tronchâteau
Le château de Tronchâteau est un édifice situé à Cléguer, en France.

## Situation
Le château est situé sur le territoire de la commune de Cléguer, au lieu-dit Tronchâteau, sur un éperon dominant le Scorff, dans le département du Morbihan, en région Bretagne.

## Histoire
Le lieu est cité dans les preuves de Dom Morice en 1009 sous le nom de Truncus Castri. La seigneurie de Tronchâteau est attestée dès le XIIIe siècle comme appartenant à Pierre Ier de Bretagne. Au XIVe siècle, le duc de Bretagne Jean III de Bretagne la cède à son fils Jean. En 1455, le duc Pierre II la donne à Jean de Malestroit. Le lieu est attesté comme une forteresse avec remparts et flanquée de grosses tours sur un éperon dominant le Scorff, accompagné d'un moulin à eau encore visible au débouché de l'étang de Tronchâteau, sur les cartes postales anciennes du début du XXe siècle. En ruines à la Révolution, l'édifice du Moyen Âge est remplacé par un nouveau château en 1812.
Le château est inscrit à l'inventaire général du patrimoine culturel en 1997.